# 糖化
糖化（英語：glycation）是在不受酶的控制下，蛋白質或脂質分子上附加糖類分子（如果糖或葡萄糖）的過程。所有的血糖都是还原性分子。非酶糖基化可发生在体内(endogenous glycation)，也可以发生在体外(exogenous glycation)。在酶控制下的蛋白質或脂質上附加糖類的過程称为糖基化（glycosylation）。非酶糖基化是一个随机性的过程，会損害生物分子的功能，并且不需要消耗ATP（能量储存分子）。
与此相反，糖基化是酶介导的ATP依赖性连接，其在靶分子上的限定位点处与蛋白质或脂质分子结合。 它是蛋白质翻译后修饰的重要形式，是成熟分子功能所必需的。
许多关于果糖的非酶糖基化的早期实验室研究工作所采用的分析技术不够准确，导致果糖对非酶糖基化的重要性受到了严重低估。

## 外源性
外源性，意思是体外的，也可以称为饮食的或预先形成的。 当糖与蛋白质或脂肪一起烹饪时，形成外源糖基化和晚期糖化终产物（AGEs）。 温度超过120°C（~248°F）会大大加速反应，但较低的温度和较长的烹饪时间也会促进其形成。
这些化合物在消化过程中被人体吸收，效率约为10％。褐变反应（通常为美拉德反应）是预先形成的糖化的证据。 实际上，糖通常被添加到诸如馬鈴薯條和烘焙食品之类的产品中以增强褐变。糖化也可能有助于在烹饪过程中形成丙烯酰胺，, 一种潜在的致癌物质。 直到最近，人们认为外源性糖基化和AGEs对炎症和疾病状态的贡献微不足道，但最近的研究表明它们很重要。

## 内源性
内源性糖基化主要在血流中发生一小部分吸收的单糖：葡萄糖，果糖，和半乳糖。 似乎果糖的糖化活性大约是葡萄糖（主要体内燃料）的糖化活性的十倍。 糖化是这些分子通过身体中非常缓慢的一系列非常缓慢的反应（称为阿马道里反应，希夫碱反应和，美拉德反应）发展的第一步; 这导致晚期糖化终产物（AGEs）。一些糖化终产物是良性的，但是其他糖化终产物比它们来源的糖更具反应性，并且涉及许多与年龄相关的慢性疾病，例如心血管疾病（内皮，纤维蛋白原和胶原蛋白受损），阿尔茨海默病（淀粉样蛋白是 反应进展为AGEs的副产物，癌症（丙烯酰胺和其他副产物被释放），周围神经病变（髓鞘被攻击）和其他感觉丧失，如耳聋（由于脱髓鞘）。 这一系列疾病是糖基化干扰整个身体分子和细胞功能以及高氧化副产物如过氧化氢释放的最基本水平的结果。

## 参阅
- 糖化終產物(AGE)
- 果糖
- 半乳糖
- 醣基化